# Henri Demare
Henri Demare, né le 3 mai 1846 à Paris et mort le 11 novembre 1888 à Vincennes, est un dessinateur et caricaturiste réactionnaire ayant collaboré dans de nombreux journaux contre-révolutionnaire  entre la fin du Second Empire et les premières décennies de la Troisième République.

## Biographie
Henri Demare apprend le dessin à l'École des Beaux-Arts de Paris. Il part en exil à Vienne après la Commune de Paris en 1871. À son retour, il collabore avec André Gill dans Les Hommes d'aujourd'hui.

## Les journaux
- Le Carillon[2]
- La Grenouille
- Le Grelot
- La Lune
- La Nouvelle Lune
- Le Bouffon
- La Lanterne magique
- Le Monde pour rire
- Le Blagorama
- Les Hommes d'aujourd'hui[3]
- Le Sifflet

## Dessins

Dessins d'Henri Demare
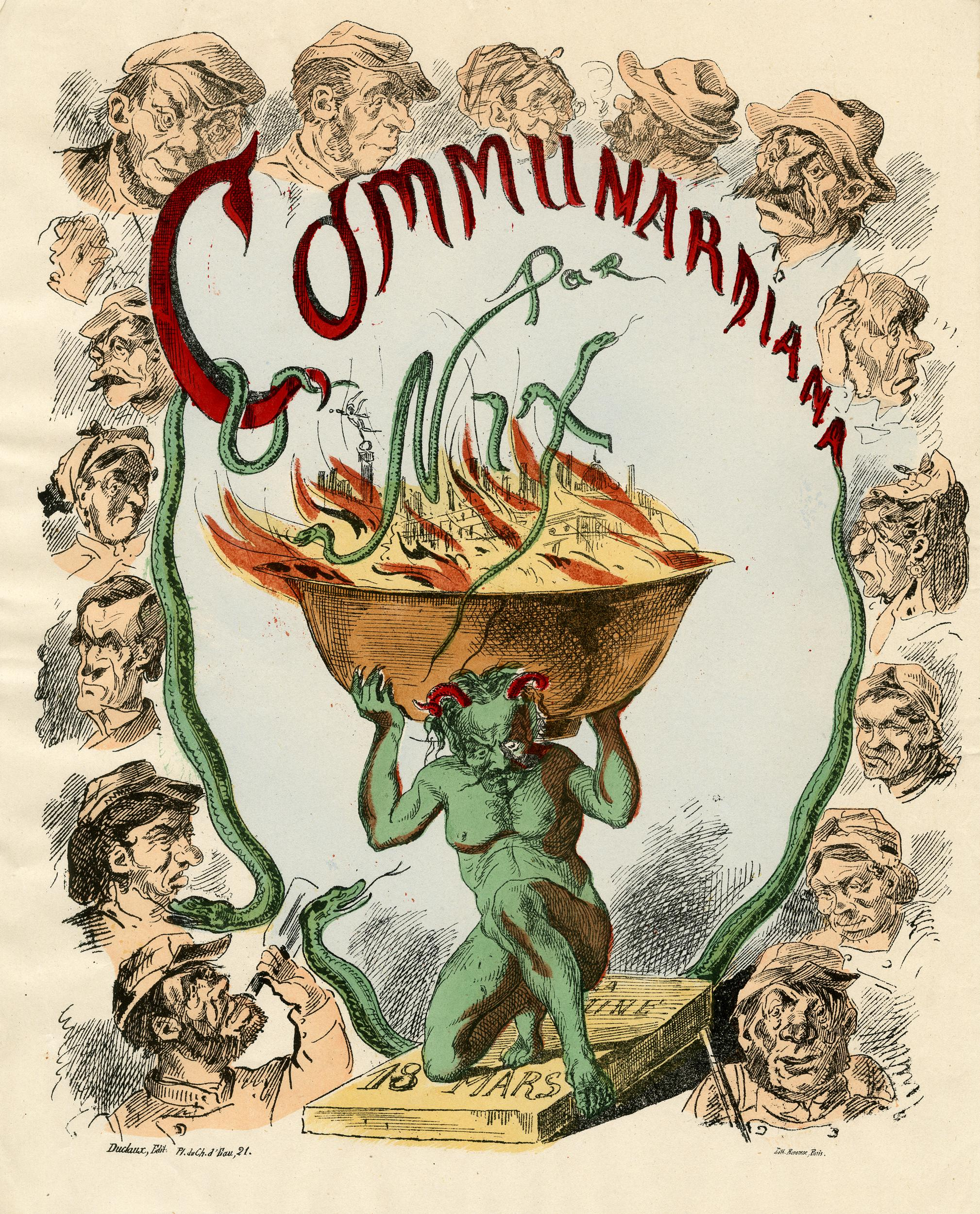
Diable entouré de parisiens et portant sur ses épaules un bol contenant Paris en flammes. Communardiana par Nix, série de dessins de Demare contre la Commune de Paris (1871)
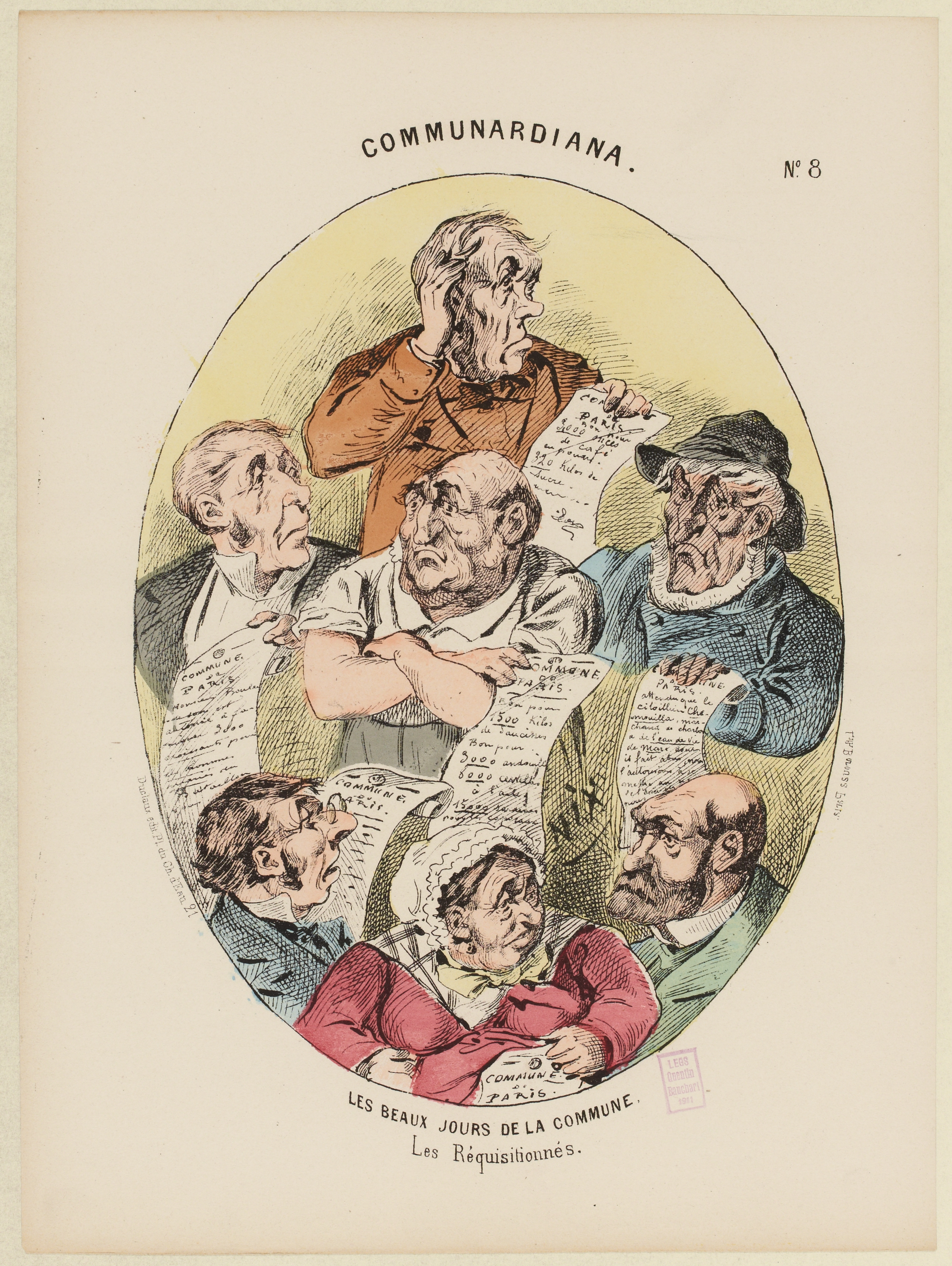
Caricature des requisitionnés pendant la Commune de Paris. Communardiana par Nix, série de dessins de Demare contre la Commune de Paris (1871)
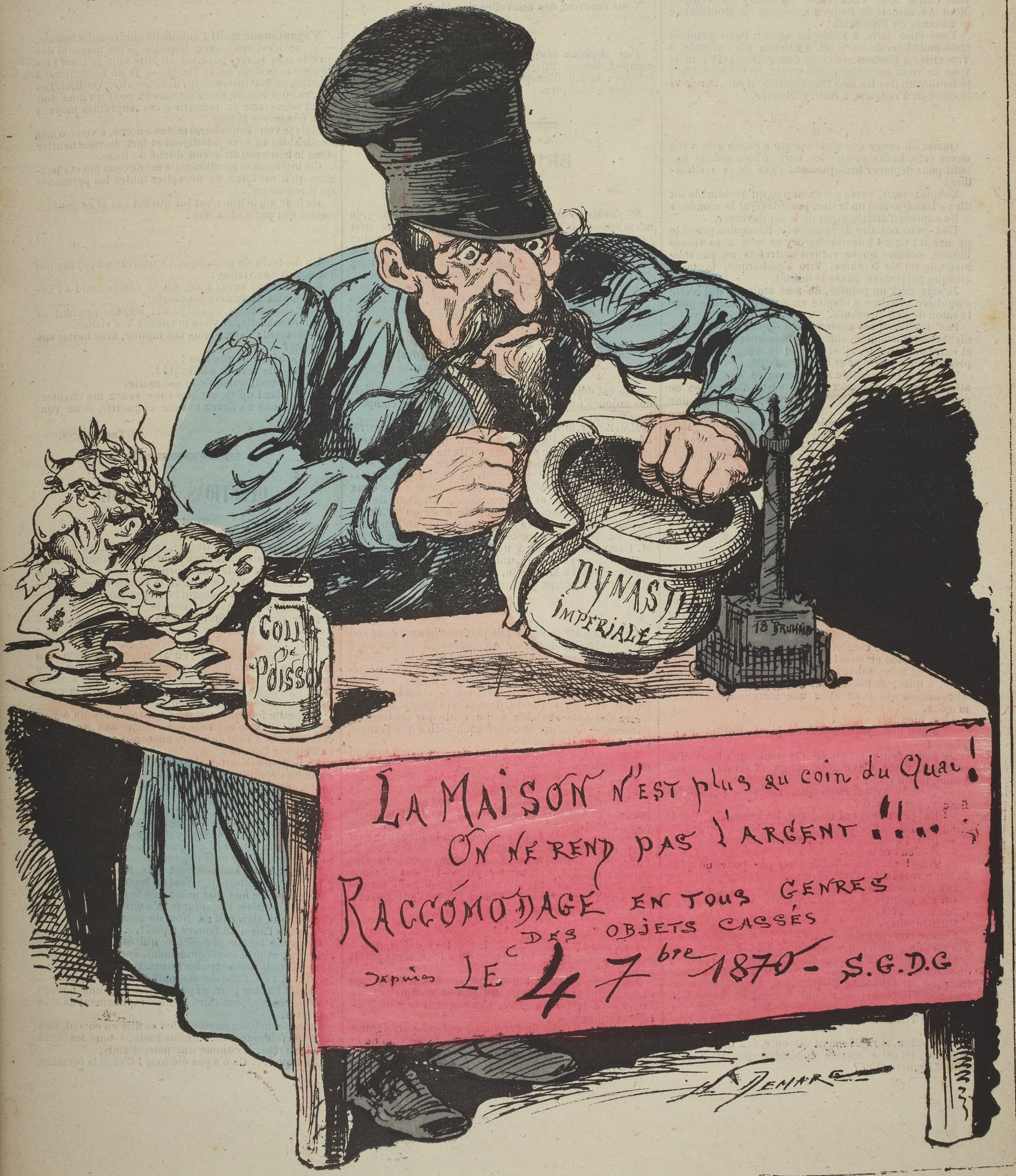
Caricature de Napoléon III (1880)
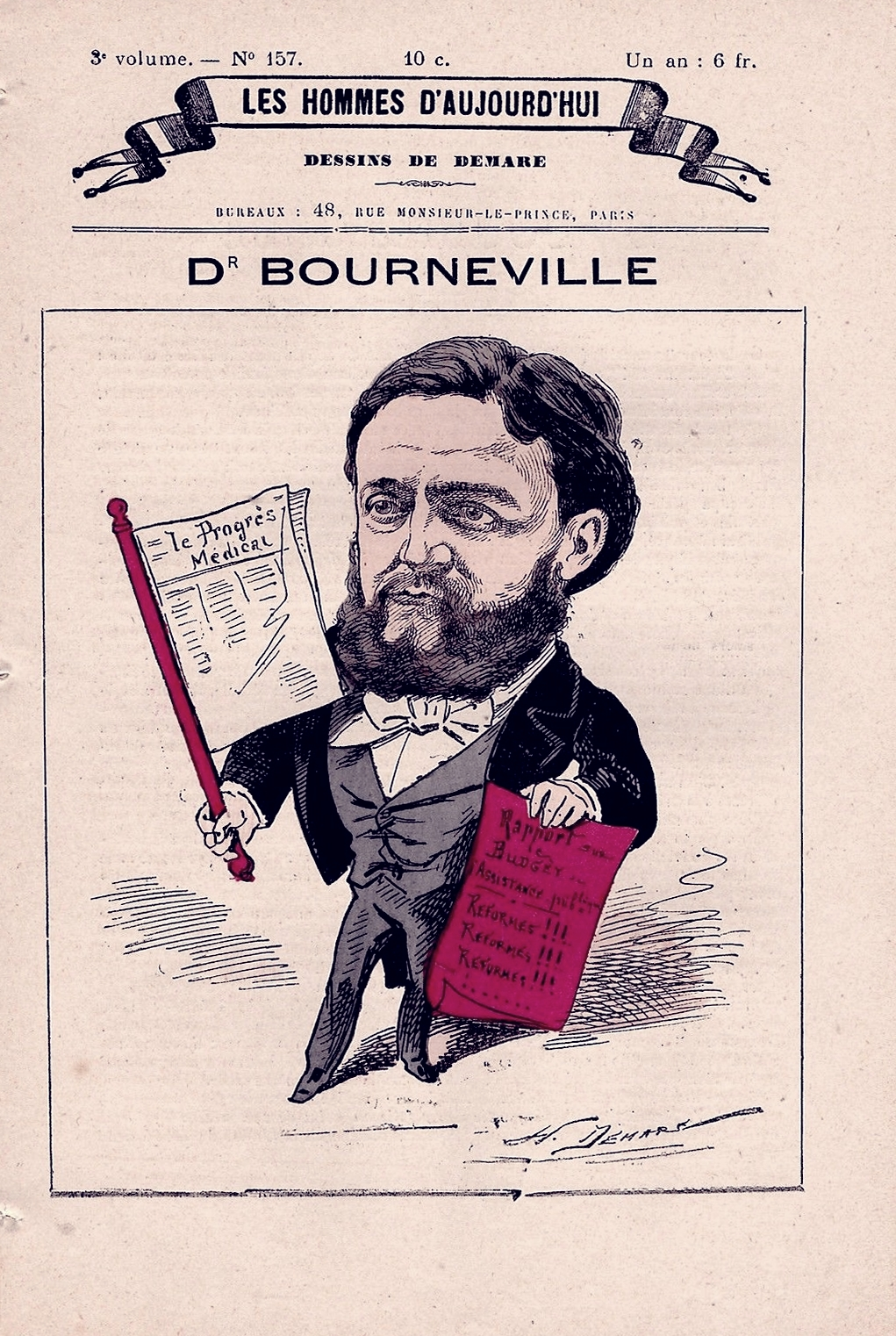
Désiré-Magloire Bourneville par Henri Demare en couverture des Hommes d'aujourd'hui, n°157, 1882.